# Barnaby Kay
Barnaby Kay (Inglaterra, 1967) es un actor británico conocido por sus papeles en televisión, teatro y cine en el Reino Unido. 

## Biografía
Barnaby nació en una familia artística, es hijo del actor británico Richard Kay, quien murió en un accidente de tráfico en 1985, es nieto del artista Arthur Kay, quien fue una de las luminarias principales en la comunidad de tratro en Northumbria y su hermano menor Adam Kay está en el negocio, Kay es miembro de la Royal Shakespeare Company. 
Barnaby está casado con la actriz Nicola Walker, conocida por su papel de Ruth Evershed en la serie Spooks. Nicola tuvo que dejar la serie para dar a luz a su primer hijo.

## Carrera
Entre sus créditos de cine y televisión se encuentran Minder (1994), Jonathan Creek en (1997) , en Shakespeare in Love y Croupier en (1998). 
En 1999 apareció como invitado en un episodio de la serie médica Casualty. 
Entre el 2002 y el 2004 apareció en las series Conspiracy, Silent Witnes y en la serie de espías Spooks donde trabajó junto a esposa Nicola. 
En el 2005 apareció en la serie Midsomer Murders donde interpretó al doctor Osgood, más tarde apareció nuevamente en la serie en el 2012 donde dio vida a Adrian Sharp durante el episodio "Written in the Stars".
En el 2009 participó en Wuthering Heights donde interpretó a Saul.
Entre sus créditos en teatro se encuentran Closer en el National Theatre de 1999 al 2000, en el 2004 participó en A Midsummer Night's Dream de Edward Hall en el teatro Watermill, donde interpretó a Oberon. En el 2006 participó en las obras Eric Larue en el Soho Theatre donde dio vida a Steve Calhanm y en As You Like It en el Novello Theatre, donde interpretó a Orlando. En el 2007 participó en la puesta en escena Dying For It en el Almeida Theatre, interpretando a Alexander Petrovich Kalabushkin y en el 2008 interpretó a Pierre Bezuhov en War And Peace en el Hampstead Theatre.
En el 2009 participó en la obra A Streetcar Named Desire en el Donmar Warehouse, donde interpretó a Mitch.
En el 2012 apareció en un episodio de la serie médica Holby City donde interpretó a Eamonn Gleeson, anteriormente había aparecido por primera vez en la serie en el 2008 donde interpretó a Aaron Fellows en cuatro episodios.

## Filmografía

### Películas
| Año  | Título                            | Personaje              | Notas                                                                                        |
| ---- | --------------------------------- | ---------------------- | -------------------------------------------------------------------------------------------- |
| 2012 | The Deadfall                      | Inquilino Previo       | corto - junto a Sam Callis, Thaïs Botinas & Carlos Krauel                                    |
| 2012 | Red Tails                         | Cmdt. General Westlake | junto a Terrence Howard, Nate Parker, Tristan Wilds & Josh Dallas                            |
| 2012 | Treasure Island                   | Tom Morgan             | junto a Eddie Izzard, Rupert Penry-Jones, Philip Glenister, Donald Sutherland & Elijah Wood  |
| 2009 | Wuthering Heights                 | Aaron Fellows          | junto a Kevin McNally & Tom Payne                                                            |
| 2007 | Arn: Tempelriddaren               | Caballero Frankish     | junto a Joakim Nätterqvist, Sofia Helin, Stellan Skarsgård, Morgan Alling y Gustaf Skarsgård |
| 2007 | Life Line                         | Tony                   | junto a Ray Stevenson, Joanne Whalley & Adrian Rawlins                                       |
| 2005 | The Government Inspector          | Tom Kelly              | junto a Mark Rylance & Jonathan Cake                                                         |
| 2003 | Prime Suspect 6: The Last Witness | Det. Michael Phillips  | junto a Helen Mirren & Mark Strong                                                           |
| 2002 | Aka Albert Walker                 | Mike Darke             | junto a Sarah Manninen, Lesley Dunlop, John Benfield & Paul Copley                           |
| 2001 | Conspiracy                        | Rudolf Lange           | junto a Kenneth Branagh, Ben Daniels, Colin Firth & Stanley Tucci                            |
| 2000 | Eisenstein                        | Andrei                 | junto a Jacqueline McKenzie & Simon McBurney                                                 |
| 1999 | The Blonde Bombshell              | Alan Lake              | junto a Keeley Hawes                                                                         |
| 1998 | Shakespeare in Love               | Nol                    | junto a Joseph Fiennes, Gwyneth Paltrow, Geoffrey Rush, Judi Dench & Tom Wilkinson           |
| 1998 | Croupier                          | Comerciante de Coches  | junto a Clive Owen, Nick Reding & Gina McKee                                                 |
| 1997 | Oscar and Lucinda                 | Wardley-Fish           | junto a Ralph Fiennes, Cate Blanchett, Tom Wilkinson, Richard Roxburgh & Chris Haywood       |
| 1997 | The Man Who Knew Too Little       | Líder del Equipo SWAT  | junto a Roger Morlidge, David Michaels & Andrew Woodall                                      |

### Series de televisión
| Año             | Serie                         | Personaje                | Notas                                            |
| --------------- | ----------------------------- | ------------------------ | ------------------------------------------------ |
| 2016 - presente | The Five                      | Det. Inps. Liam Townsend | 3 episodios                                      |
| 2015            | Doctor Who                    | Heidi                    | episodio "The Girl Who Died"                     |
| 2012 - 2015     | Wallander                     | Lennart Mattson          | 5 episodios                                      |
| 2014            | One Child                     | Mr. Anderson             | 2 episodio - miniserie                           |
| 2013 - 2014     | New Tricks                    | DAC Ned Hancock          | 4 episodios                                      |
| 2013            | Frankie                       | Toby Ellis               | episodio # 1.4                                   |
| 2012            | Midsomer Murders              | Adrian Sharp             | episodio "Written in the Star"                   |
| 2012            | Holby City                    | Eamonn Gleeson           | episodio "Hail Caesar"                           |
| 2012            | Dead Boss                     | Justin                   | 5 episodios                                      |
| 2012            | Public Enemies                | Will                     | 3 episodios                                      |
| 2011            | Without You                   | Joe Lipton               | 3 episodios                                      |
| 2008            | Holby City                    | Aaron Fellows            | 4 episodios                                      |
| 2008            | The Fixer                     | Danny Spader             | episodio # 1.4                                   |
| 2004            | Spooks                        | John Fortescue           | episodio # 3.5 - junto a su esposa Nicola Walker |
| 2003            | Serious and Organised         | Oliver Wolcott           | episodio # 1.1                                   |
| 2002            | Silent Witness                | Detective Clive Johnson  | 2 episodios: "The Fall Out: Part 1 & Part 2"     |
| 2001            | Life as We Know It            | Harry Cameron            | episodio "Coming Apart"                          |
| 2000            | The Bill                      | Howard Fallon            | 6 episodios                                      |
| 1999            | Casualty                      | Gareth Mullins           | episodio "Mother's Day"                          |
| 1997            | Jonathan Creek                | Detective Spelling       | episodio "The House of Monkeys"                  |
| 1996            | Cracker                       | Dennis Philby            | episodio "White Ghost"                           |
| 1995            | Ghostbusters of East Finchley | Detective Asho           | episodio # 1.6                                   |
| 1995            | The Vet                       | Tom Sims                 | episodio "Relative Values"                       |
| 1994            | Minder                        | Riley                    | episodio "The Long Good Thursday"                |

### Narrador
| Año         | Título         | Notas                  |
| ----------- | -------------- | ---------------------- |
| 2011 - 2014 | Uncovered Boss | 8 episodios - narrador |

### Videojuegos
| Año  | Video         | Notas             |
| ---- | ------------- | ----------------- |
| 2010 | Kinect Sports | voces adicionales |

### Teatro
| Año  | Obra           | Personaje          | Director         | Teatro                    | Notas                                                              |
| ---- | -------------- | ------------------ | ---------------- | ------------------------- | ------------------------------------------------------------------ |
| 2010 | Danton's Death | Camille Desmoulins | Michael Grandage | National Theatre          | junto a Elliot Levey, Toby Stephens & Eleanor Matsuura             |
| 2005 | Twelfth Night  | Orsino             | -                | Royal Shakespeare Theatre | junto a Richard Cordery, Aislín McGuckin, Clive Wood & John Mackay |
| 2002 | Macbeth        | Banquo             | Edward Hall      | -                         | junto a Sean Bean, Samantha Bond, Ian Pirie & Finn Caldwell        |